# Mike Dunleavy Jr.
Michael Joseph Dunleavy Jr. (ur. 15 września 1980) – amerykański koszykarz występujący na pozycjach rzucającego obrońcy oraz niskiego skrzydłowego, obecnie asystent generalnego menadżera w klubie Golden State Warriors.
W 1999 wystąpił w meczu wschodzących gwiazd - Nike Hoop Summit oraz McDonald’s All-American.

## Kariera sportowa
Przed przybyciem do NBA występował na college'u Duke. Był jednym z jego wyróżniających się zawodników. W jego debiutanckim sezonie w NBA (2002/2003) wystąpił w barwach Warriors w 82 meczach zdobywając średnio 5,7 punktu na mecz. W sezonie 2003/2004 wystąpił w 75 meczach zdobywając 11,7 punktu na mecz. W sezonie 2004/2005 rozegrał 79 meczów zdobywając 13,4 punktu na mecz. W sezonie 2005/2006 wystąpił w drużynie Golden State w 81 meczach zdobywając średnio 11,5 punktu na mecz. Syn byłego koszykarza i trenera w lidze NBA Mike'a Dunleavy'ego seniora.
10 lipca 2013 podpisał dwuletni, opiewający na 6 milionów dolarów, kontrakt z Chicago Bulls.
7 lipca 2016 został wytransferowany wraz z prawami do Vladimira Veremeenko, do Cleveland Cavaliers, w zamian za prawa do Alberta Mirallesa. 7 stycznia 2017 został wymieniony do zespołu Atlanty Hawks, wraz z Mo Williamsem oraz przyszłym wyborem I rundy draftu, w zamian za Kyle'a Korvera. 30 czerwca 2017 został zwolniony przez klub.

## Osiągnięcia
Na podstawie, o ile nie zaznaczono inaczej.
NCAA
- Mistrz NCAA (2001)
- Uczestnik rozgrywek Sweet Sixteen turnieju NCAA (2000–2002)
- Mistrz:
  - turnieju konferencji Atlantic Coast (ACC – 2000–2002)
  - sezonu zasadniczego ACC (2000, 2001)
- MVP turnieju Maui Invitational (2002)
- Zaliczony do:
  - I składu:
    - ACC (2002)
    - turnieju:
      - ACC (2001, 2002)
      - Maui Invitational (2002)
      - NCAA Final Four (2001 przez AP)[9]

  - II składu:
    - All-American (2002)

  - turnieju ACC (2000)
  - składu ACC Honorable Mention (2001)

NBA
- Uczestnik Rising Stars Challenge (2004)